# Живена (общество)
Живена — первое словацкое всенародное общество, объединяющее словацких женщин и девушек. Было основано 4 августа 1869 года в Турчианском Святом Мартине (Словакия) и существует до настоящего времени. Согласно его инициатору, публицисту Амбро Петро, главной целью общества является обучение и воспитание словацких женщин и девушек в национальном и христианском духе, а также их активное вовлечение в национальную жизнь Словакии. Общество «Живена», благодаря своим женским журналам «Деница» и «Живена», внесло значительный вклад в развитие образования словацких женщин, а также способствовало созданию литературного и публицистического пространства.

## Деятельность общества «Живена»

### Возникновение и довоенный период (до 1914 г.)
С момента возникновения в 1869 г. женское общество «Живена» сталкивалось с существенными препятствиями, особенно после активизации жесткой национальной политики правительственных кругов Будапешта. В период застоя национальной и культурной жизни в Словакии общество «Живена» стало заниматься образовательной и издательской деятельностью. Несмотря на неблагоприятную ситуацию во второй половине 19-го века и в первые два десятилетия 20-го века «Живена» стремилась поддерживать народное искусство, создавать музейные коллекции, а также издавать литературные альманахи. Первый альманах под названием «Национальный Альманах» был издан в 1872 году. Кроме альманахов, появилась также необходимость издания журнала для женщин.
Первый словацкий женский журнал «Деница» под редакцией Терезии Вансовой был издан в 1898 году и приобрёл относительно большую известность — 3000 подписчиков. «Деница» выполняла национальную и культурную функции.
В 1910 году общество «Живена» издало свой второй женский журнал с одноименным названием. Журнал «Живена», выходивший в форме культурного обозрения, публиковал словацкую национальную литературу. Кроме того, журнал сотрудничал с рядом изданий Чехии, благодаря которым в «Живене» были опубликованы статьи чешских авторов.
Помимо издания журналов, выполняющих образовательную и культурную функции, важной целью организации «Живена» было создание школы для девочек.

### Межвоенный период
Главным этапом в развитии общества был период первой Чехословацкой Республики, в которой «Живена» полностью развило свою деятельность. Создание Чехословацкой республики в 1918 году ознаменовало новый этап в жизни общества «Живена». Члены организации приветствовали возникновение нового государства, несмотря на то что даже в первые месяцы после его объявления судьба Чехословакии оставалась неясной. В конце 1918 года общество «Живена» приветствовало в своем журнале появление новой республики, и уже в январе — феврале 1919 года приступило к организационным изменениям. Постепенно общество из местного стало общесловацким. Произошли также изменения в организационных структурах, в системе управления, в уставе общества, которое активно включало и обучало новых членов. Перед организацией появились новые цели, и она сосредоточила свою деятельность на образовании, профессиональной подготовке и самосознании женщин и девочек, однако акцент, особенно в 20-е годы XX века, был сделан на социальное обеспечение.
Общество «Живена» начало активно действовать в области социального обеспечения уже в первые месяцы после создания новой республики. В феврале 1919 года на чрезвычайной генеральной ассамблее социальное обеспечение было изложено в качестве одной из основных задач общества, что было подтверждено на общем собрании «Живены» в августе 1919 г.
На общем собрании общества «Живена» в Турчианском Святом Мартине (Словакия) присутствовал и советник-посланник Министерства социального обеспечения А. Тума, который обратился к членам «Живены», с призывом развивать программу воспитания женщин и девушек в направлении социальной работы. На митинге А. Тума сказал, что в Словакии было несколько благотворительных учреждений, действующих в целях всеобщего благосостояния, как, например, Чехословацкий Красный Крест, Чехословацкий уход за детьми, Чехословацкая защита матерей и младенцев, но их деятельность в основном была сосредоточена на бедных и нуждающихся. Согласно А. Тума, необходимо было дополнить и расширить социальное образование, усилить чувство ответственности человека перед другими людьми. По этому поводу А. Тума подарил обществу «Живена» субсидию в размере 40 000 крон.
В течение 1920 г. подразделения общества «Живена» провели для женщин-матерей несколько лекционных курсов, затрагивающих области воспитания и медицины. Стимулом для реализации таких курсов были разосланные учебные программы курсов, направленные на обеспечение, сохранение и повышение национального духа матерей и детей. Центральный Комитет общества «Живена», кроме учебных программ, направил всем своим подразделениям публикации, в основном брошюры и лекции, результатом чего стало проведение 32 лекций в шести областях.
В 30-х годах деятельность общества «Живена» была сосредоточена в основном на деревнях. Лозунг этого десятилетия провозглашал: «Деревня зовет нас!». Курсы, организованные обществом, были в основном посвящены гигиене, а также обучали население симптоматике, лечению и профилактике различных заболеваний.

### Период Второй мировой войны
Несмотря на положительную работу общества «Живена» в 30-х годах, его усилия были прерваны последующими трагическими событиями — Второй мировой войной. Создание Первой Словацкой Республики (государство-сателлит нацистской Германии) во главе с Йозефом Тисо означало для общества «Живена» шаг назад. Организация была вынуждена сократить свою программу и деятельность. Правительство поручило социальную сферу женщинам из Словацкой Глинковой народной партии. Среди членов Словацкого парламента не было ни одной женщины, официальная пропаганда и действия правительства угнетали женщин, были попытки провести дифференциацию образования девочек и мальчиков. Правительство также настаивало на переименовании общества «Живена» в «Общество евангельских женщин», поэтому многим членам этой организации пришлось работать подпольно в горах.

### Послевоенный период и современность
После коммунистического переворота в 1948 г. общество «Живена» в результате многих переговоров слилось с «Союзом словацких женщин», что положило конец существованию и деятельности «Живены» в Словакии.
После 40-летнего перерыва, в 1990 г., общество «Живена» возобновило свою деятельность, благодаря писателю Гане Зелиновой. Возобновившее свою деятельность общество основывается на лучших традициях и адаптируется к условиям и потребностям современных словацких женщин и девушек. При этом «Живена» подчеркивает, что хочет остаться внепартийным обществом и объединять женщин независимо от их партийной принадлежности и религиозных убеждений.